# Późniejsza dynastia Jin
Późniejsza dynastia Jin (chiń. upr. 后晋; chiń. trad. 後晉; pinyin Hòu Jìn) – krótkotrwała dynastia rządząca częścią Chin w tak zwanym Okresie Pięciu Dynastii i Dziesięciu Królestw. Druga z trzech dynastii rządzonych przez Turków Shatuo, panowała w latach 936 do 947, będąc marionetkowym państwem położonego dalej na północ państwa Liao.

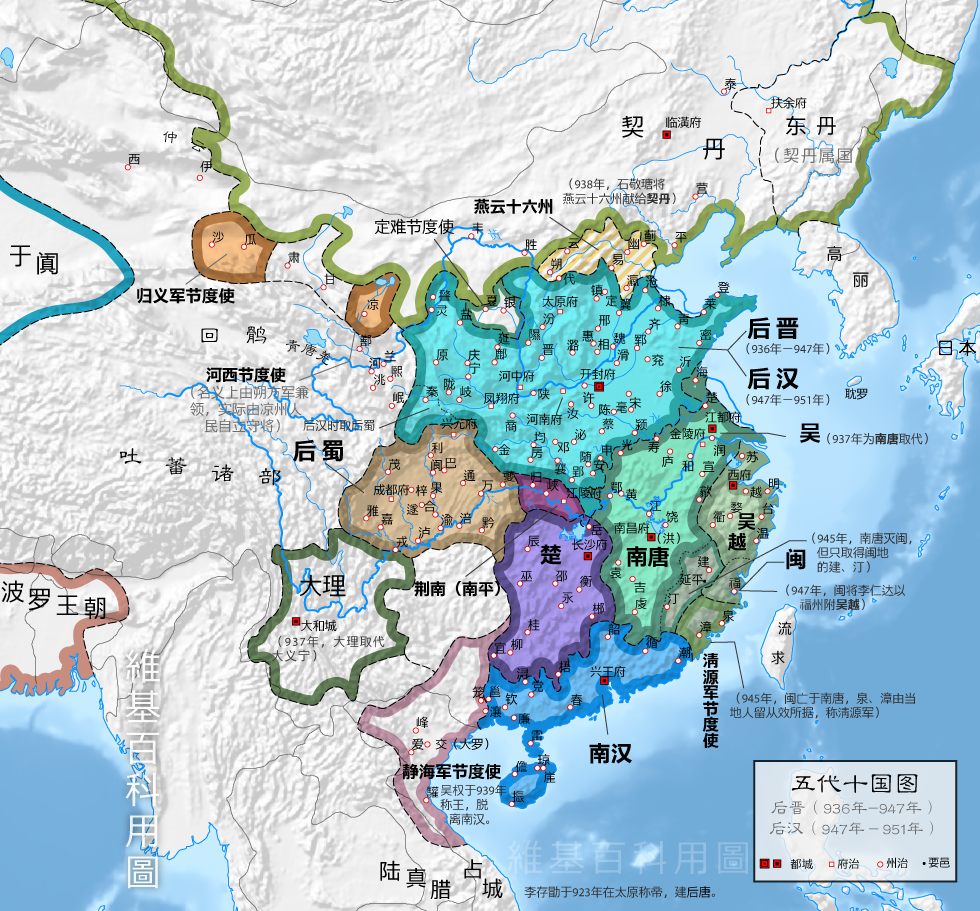
Mapa Chin w okresie Pięciu Dynastii. Państwo Jin zaznaczone na błękitno; terytorium Szesnastu Prefektur zakreskowane biało-żółto

Założycielem dynastii był Shi Jingtang, zięć Li Siyuana, władcy poprzedniej dynastii, późniejszej Tang. Shi wzniecił bunt przeciwko swemu władcy z pomocą Kitanów, którzy pokonali tangowskie armie i osadzili go na tronie jako de facto marionetkę. W zamian oddał ich państwu teren na północy Chin, tzw. Szesnaście Prefektur – tereny od Datongu w Shanxi przez ziemie dzisiejszego Pekinu i prowincji Hebei. W ten sposób Kitanowie zyskali dostęp do Chin właściwych, bo obszar ten obejmował strategiczne przejścia między Mandżurią a Niziną Chińską. Wobec bardzo silnego niezadowolenia z podporządkowanej Kitanom pozycji, drugi władca dynastii, Shi Chonggui, próbował zerwać stosunki z Liao i usamodzielnić się. Po kilku latach walk, w których Kitanowie ponosili czasem porażki (w jednej z bitew o mało nie zginął ich władca), ostatecznie obalili oni Shi Chongguia; w 847 Kitanowie zdobyli stolicę Jin, Kaifeng (podówczas Bian), gdzie cesarz Kitanów koronował się na władcę Liao, tym samym proklamując się władcą Chin. Wkrótce potem wycofał się jednak na północ, pozostawiając południowe tereny w rękach kolejnego watażki, który mianował swe państwo dynastią Han.